# Metagonia striata
Metagonia striata är en spindelart som beskrevs av Schmidt 1971. Metagonia striata ingår i släktet Metagonia och familjen dallerspindlar.
Artens utbredningsområde är Guatemala. Inga underarter finns listade i Catalogue of Life.